# بيت ألونسو
بيت ألونسو (بالإنجليزية: Pete Alonso)‏ هو لاعب كرة قاعدة أمريكي، ولد في 7 ديسمبر 1994 في تامبا في الولايات المتحدة.

## وصلات خارجية
- بيت ألونسو على موقع دوري كرة القاعدة الرئيسي (الإنجليزية)
- بيت ألونسو على موقعبيزبول رفرنس.كوم (الدوري الرئيسي) (الإنجليزية)
- بيت ألونسو على موقعبيزبول رفرنس.كوم (الدوري الثانوي) (الإنجليزية)
- بيت ألونسو على موقع إي إس بي إن.كوم (أم.أل.بي) (الإنجليزية)
- بيت ألونسو على موقع مشجعي الرسوم البيانية (الإنجليزية)